# Brela
Brela est un village et une municipalité située sur la Makarska riviera, dans le comitat de Split-Dalmatie, en Croatie. Au recensement de 2001, la municipalité comptait 1 771 habitants, dont 97,18 % de Croates et le village seul comptait 1 618 habitants.

## Localités
La municipalité de Brela compte deux localités : Brela et Gornja Brela.